# Pennarello
Il pennarello è un tipo di penna la cui punta è formata da un materiale sintetico poroso (come feltro o nylon) e il cui serbatoio contiene inchiostri colorati di varia natura.

## Colori ed inchiostro
L'inchiostro di un pennarello deve essere non grasso, spesso si tratta di una soluzione acquosa di prodotti coloranti e un solvente come acqua o alcool etilico. Viene assorbito dalla punta in feltro o nylon e trasferito uniformemente sul supporto cartaceo. I colori a spirito sono usati più frequentemente dai bambini piccoli. I colori a spirito vengono solitamente custoditi in un astuccio assieme agli altri oggetti utilizzati per il disegno o la scrittura, quali le matite, la gomma, le penne.

## Tipologie

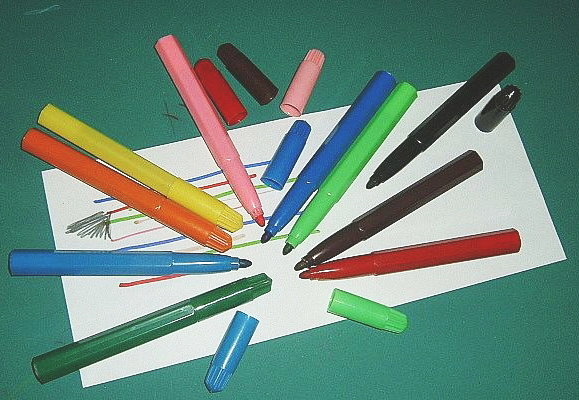
Colori a spirito

Ci sono vari tipi di pennarello, da quelli per il disegno e la scrittura, a quelli concepiti per il bricolage ed il fai da te, come ad esempio per il ritocco sulle vernici delle automobili.

### Pennarello indelebile

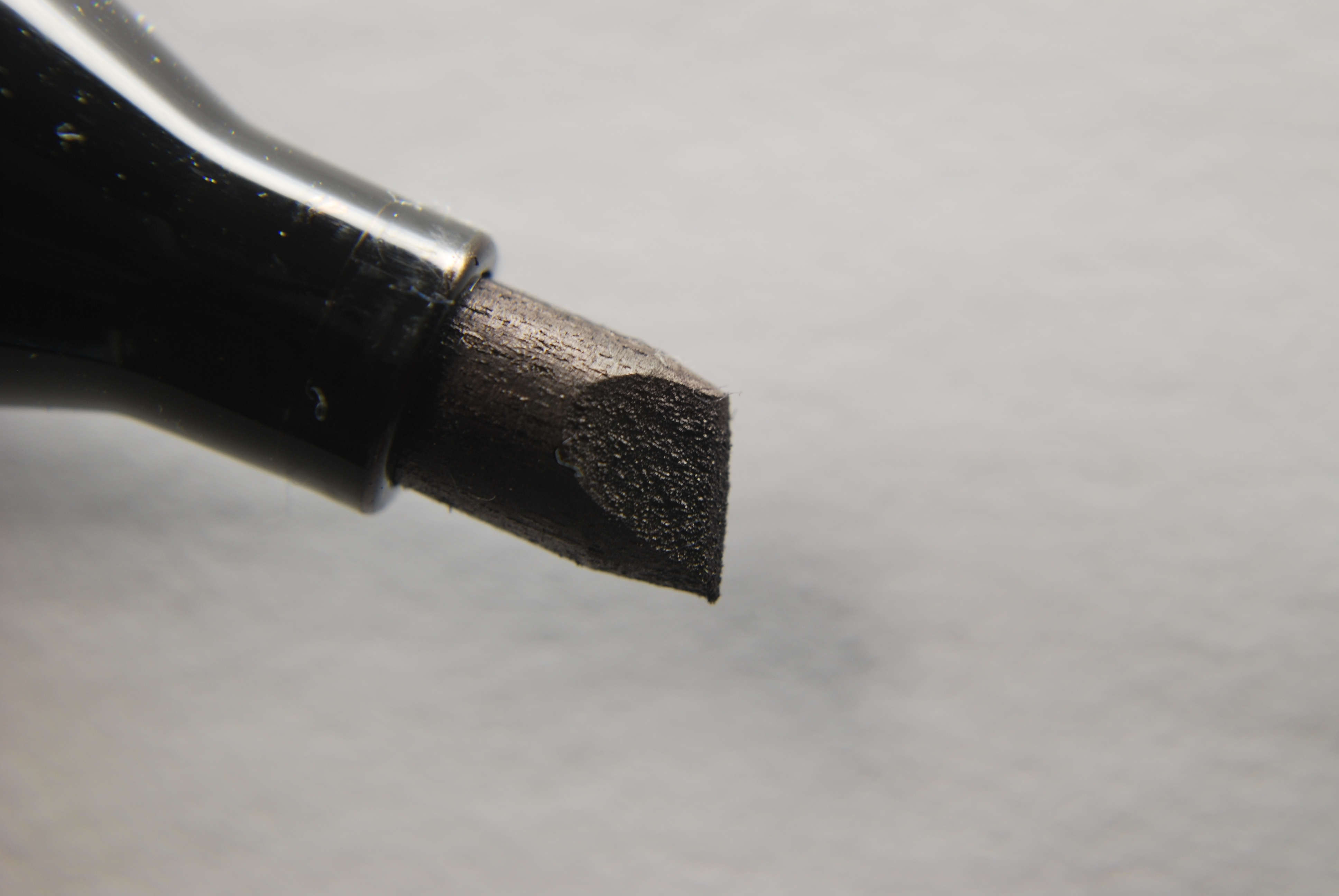
Punta di pennarello indelebile

Il pennarello indelebile è un tipo di pennarello che può scrivere su svariati materiali, come legno, plastica, metallo e pietra; il suo inchiostro è generalmente resistente all'acqua ed alla frizione, a differenza dei colori a spirito grazie a solventi come xilene, toluene o etanolo, oltre ai coloranti e la resina.
Come la vernice spray, possono diffondere nell'ambiente composti organici volatili. Il tratto solitamente non è realmente permanente, perché può essere lavato con lavaggio ad alta pressione o l'acetone. Pennarello indelebile è anche l'evidenziatore, che viene usato per evidenziare le parole più importanti del testo (a base acquosa o alcolica).

### Pennarello cancellabile a secco

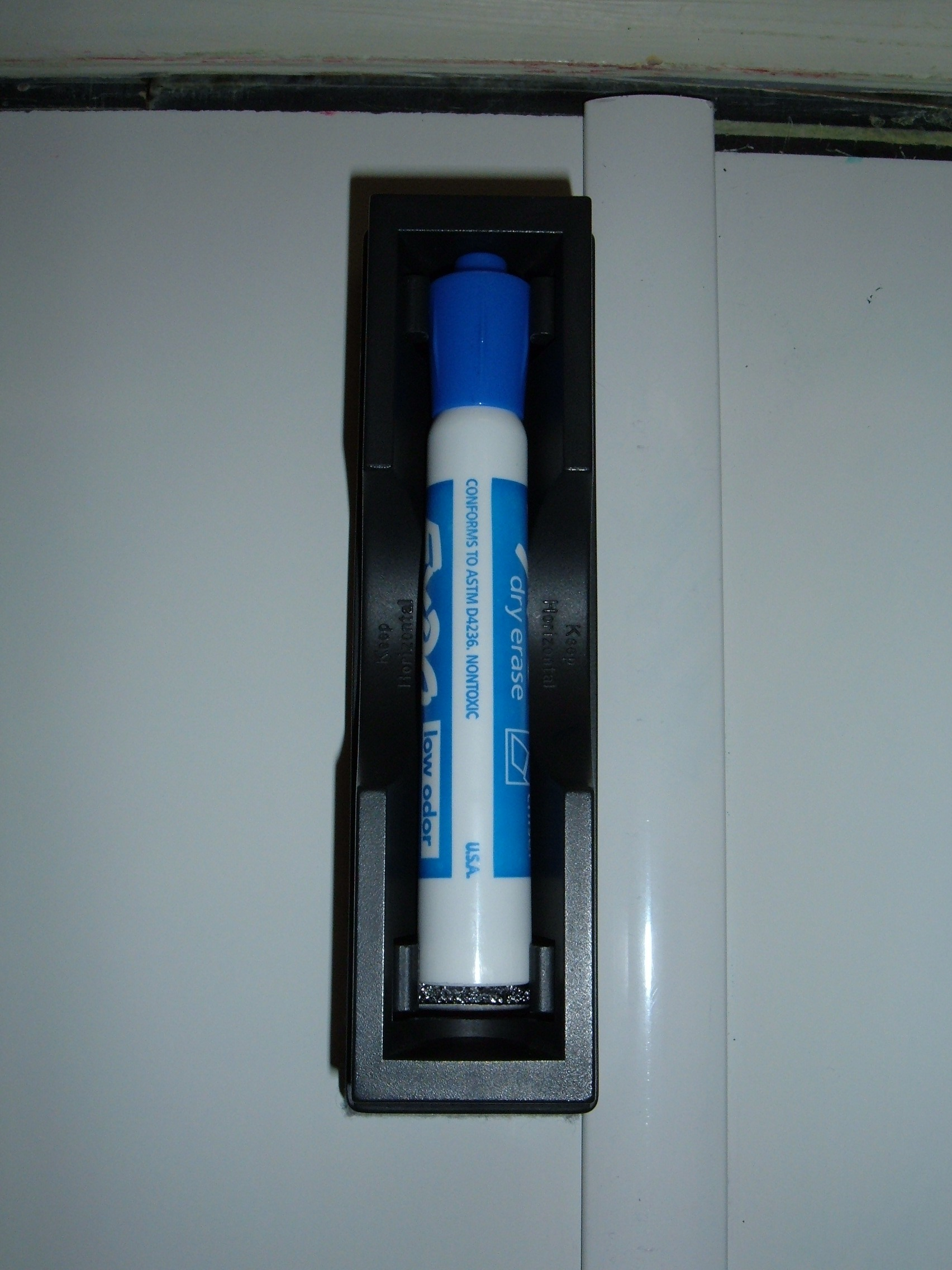
Pennarello cancellabile a secco

Sono pennarelli specifici per scrivere su lavagne bianche (dette whiteboard) o proiettori per lucidi, il cui tratto può essere cancellato da una semplice spugna, poiché il suo inchiostro, che a differenza del pennarello permanente non contiene solventi quali toluene o xilene, aderisce alla superficie senza legarvisi od essere assorbito.
Ci sono dei pennarelli semipermanenti che vengono usati negli stessi contesti; la differente composizione pastosa dell'inchiostro, fatto di acqua, resine e biossido di titanio, lo rende semipermanente, e adatto a creare strutture fisse da unirsi al tratto del pennarello a secco per cambiarne il contenuto specifico senza cancellare la struttura di base.

### Pennarello ad inchiostro invisibile (security marker)
Viene usato per marcare con un inchiostro invisibile beni di valore; la scritta può essere resa visibile esponendola alla radiazione ultravioletta, pertanto, un bene rubato e poi recuperato può essere identificato dal suo proprietario grazie a questo inchiostro. Questa tecnologia viene anche applicata a particolari giocattoli (es. diari segreti o articoli simili) per "nascondere" ad occhi indiscreti i messaggi scritti con essa.

### Election marker

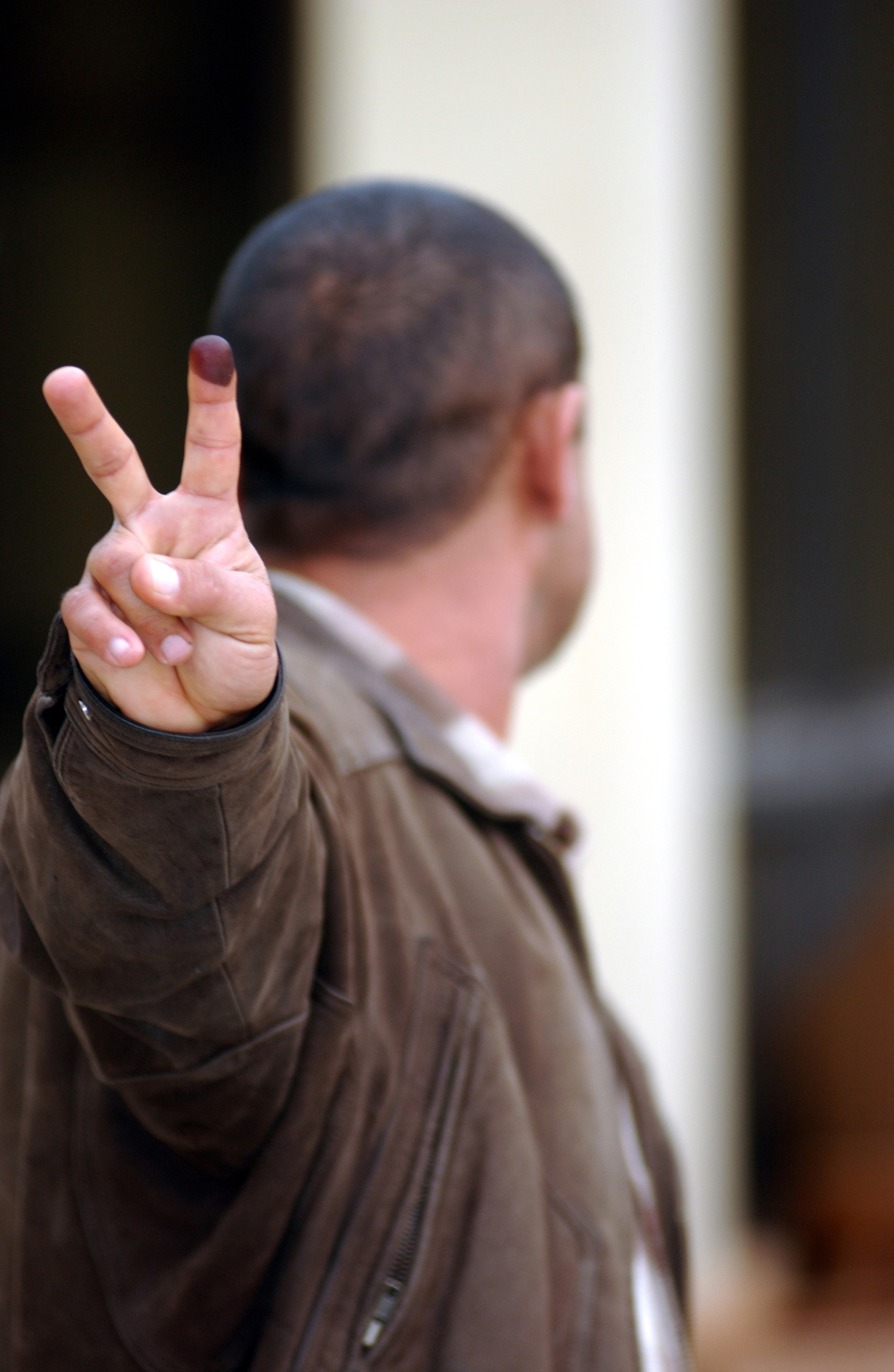
Un votante mostra il dito macchiato di election ink dopo aver votato.

Sono pennarelli con particolari inchiostri permanenti (election ink), spesso a base di ingredienti fotosensibili come il nitrato d'argento, che vengono usati per prevenire frodi elettorali come il doppio voto in occasione delle elezioni in alcuni paesi. Viene anche usato durante il processo di vaccinazione in alcuni paesi in via di sviluppo e nei campi profughi.